# Al die willen te kaap'ren varen

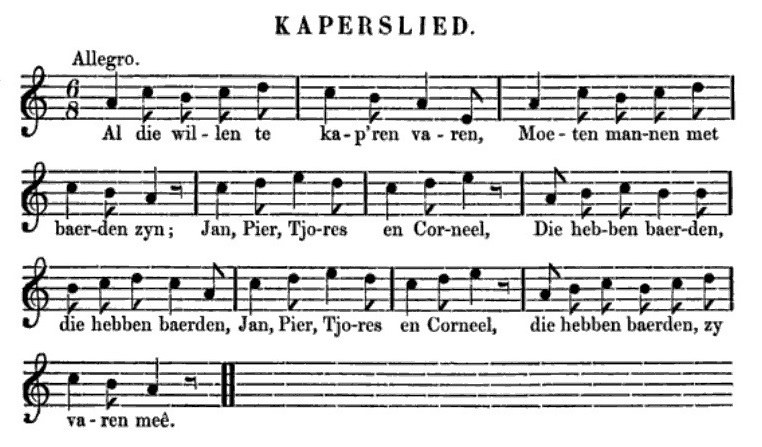
Al die willen te kap’ren varen in Chants populaires des Flamands de France 1856

Al die willen te kaap'ren varen is van oorsprong een Vlaams-Nederlands volkslied. Het volksliedje valt onder het genre zeemanslied. Het wordt ook als kinderlied gezongen.

## Inhoud
Het lied gaat over een groep zeevaarders genaamd  "Jan, Pier, Tjores en Corneel". Tegenwoordig worden deze namen wel verbasterd tot "Jan, Piet, Joris en Corneel".
Het lied somt een aantal kenmerken van de zeevaart op en meldt dat iedereen die daaraan wil meedoen, een baard moet hebben. Daarmee wordt bedoeld dat ze geen baardloze jongens moeten zijn, dat ze mannen moeten zijn die van aanpakken weten en niet voor een kleintje vervaard zijn.

### De coupletten
In het eerste couplet wordt gesproken over "te kaap'ren" varen, waarmee vermoedelijk de kaapvaart of commissievaart wordt bedoeld. De incipit van het eerste couplet van de oudste versie van het lied in de Nederlandse Liederenbank van het Meertens Instituut luidt: 'Al die willen te kap'ren varen, / moeten mannen met baerden zyn'. Het komt uit de liedbundel Het oude Nederlandsche lied van Florimond van Duyse (1903). Van Duyse vermeldt als de bron E. de Coussemaker, Chants populaires des Flamands de France (1e druk: Gent 1856). Elders geeft Van Duyse als commentaar:
'Te kap'ren varen' beteekent als zeeroover, als vrijbuiter varen. De Duinkerkenaren - De Coussemaker leerde ongetwijfeld het lied te Duinkerke kennen - onderscheidden zich te allen tijde als vrijbuiters, nl. door hunne tochten tegen Spanje, Nederland en Engeland.
Zowel Florimond van Duyse als Edmond de Coussemaker vermelden alleen het eerste couplet. Een Franse versie van dit lied, chant de corsaires, zou uit Duinkerken en de 17e eeuw stammen. Deze versie is veel gewelddadiger.
Het tweede couplet gaat over het eten van ranzig geworden tweebak, dat wil zeggen: scheepsbeschuit.
Het vierde couplet verwijst waarschijnlijk naar de walvisvaart, die immers bij de noordkaap plaats vond.

### Ouderdom liedje
Dat de oudste vindplaatsen teruggaan tot in de negentiende eeuw, wil niet zeggen dat het liedje uit deze periode stamt. In de negentiende eeuw werden, onder invloed van de Romantiek, veel volksliedjes verzameld en uitgegeven. Het liedje kan echter veel ouder zijn en in de mondelinge overlevering lange tijd zijn doorgegeven, voordat het voor het eerst werd opgetekend.

## Tekst
Volksliedjes kennen, door hun mondelijke overlevering, vaak vele (regionale en/of tijdgebonden) varianten in zowel tekst als melodie. De huidige tekst van het liedje gaat gewoonlijk als volgt (zie varianten onder deze liedtekst).
Al die willen te kaap'ren varen
Moeten mannen met baarden zijn
Jan, Pier, Tjores en Corneel
Die hebben baarden, die hebben baarden
Jan, Pier, Tjores en Corneel
Die hebben baarden, zij varen mee
Al die ranzige tweebak lusten
Moeten mannen met baarden zijn
Jan, Pier, Tjores en Corneel
Die hebben baarden, die hebben baarden
Jan, Pier, Tjores en Corneel
Die hebben baarden, zij varen mee
Al die deftige pijpkens smoren
Moeten mannen met baarden zijn
Jan, Pier, Tjores en Corneel
Die hebben baarden, die hebben baarden
Jan, Pier, Tjores en Corneel
Die hebben baarden, zij varen mee
Al die met ons de walrus kelen
Moeten mannen met baarden zijn
Jan, Pier, Tjores en Corneel
Die hebben baarden, die hebben baarden
Jan, Pier, Tjores en Corneel
Die hebben baarden, zij varen mee
Al die de dood en de duivel niet duchten
Moeten mannen met baarden zijn
Jan, Pier, Tjores en Corneel
Die hebben baarden, die hebben baarden
Jan, Pier, Tjores en Corneel
Die hebben baarden, zij varen mee

## Moderne varianten
Tegenwoordig worden er vaak coupletten bijverzonnen, en die hebben lang niet allemaal met de zeevaart te maken:
Al die willen de mast beklimmen ... zij klimmen mee.
Al die willen de was ophangen ... zij hangen mee.
Al die willen de piepers schillen ... zij schillen mee.
Al die willen de vaten leegdrinken ... zij drinken mee.

## In populaire cultuur
- In het Suske en Wiske-album De bonkige baarden komen Jan, Pier, Tjores en Korneel voor als personages.
- In het De Kiekeboes-album De hoed van Robin wordt met een woordspeling naar het lied verwezen. In het album verschijnen drie personages die Jan, Piet-Joris en Cornelia heten. In het album Grof wild komt een motorbende voor met leden genaamd Jan, Piet, Joris en Korneel.
- In het najaar van 1974 nam de groep Fungus het lied op voor hun gelijknamige debuutalbum. Deze versie werd veel gedraaid op Hilversum 3 en bereikte de 29e plaats in de Nederlandse Top 40 en de Nationale Hitparade.[3] en heeft van 2000 tot 2010 in de NPO Radio 2 Top 2000 gestaan.
- In 1996 namen Die Ärzte het lied op voor het album Le Frisur.[4]
- In 1998 nam het Duitse muziekensemble Die Streuner een versie van het lied op voor het album Wein, Weib und Gesang. Het is een vertaling van Al die willen te kaap'ren varen, en kreeg de titel Männer mit Bärten (mannen met baarden).
- In 2003 heeft Rapalje het lied op hun cd Rakish Paddies gezet.
- In 2004 namen Jan Decleir en Wawadadakwa het lied op voor het Kapitein Winokio-project, op de plaat Kapitein Winokio zag een beer.
- De Duitse componist Gottfried Wolters vertaalde het lied in 1951 als Alle, die mit uns auf Kaperfahrt fahren. In februari 2012 nam de Duitse band Santiano een eigen versie van dit nummer op voor hun album Bis ans Ende der Welt.[5] In maart 2012 bereikte het album de top van de Duitse albumhitlijst. In september werd het album platina door de verkoop van 200.000 eenheden.
- In 2013 zette Ancora het lied op hun album Vrij als de wind.

## NPO Radio 2 Top 2000
| Nummer met noteringen in de NPO Radio 2 Top 2000 | '00 | '01  | '02  | '03  | '04  | '05  | '06  | '07  | '08  | '09  | '10  |
| ------------------------------------------------ | --- | ---- | ---- | ---- | ---- | ---- | ---- | ---- | ---- | ---- | ---- |
| Kaap'ren varen (Fungus)                          | 924 | 1258 | 1329 | 1249 | 1530 | 1777 | 1939 | 1942 | 1674 | 1874 | 1843 |

1. ↑  Een vetgedrukt getal geeft de hoogste notering aan.
2. ↑  2000 was het eerste jaar met een notering voor dit nummer.
3. ↑  Deze tabel is bijgewerkt tot en met de meest recente editie (2024).